# Bahnhof Istanbul Sirkeci

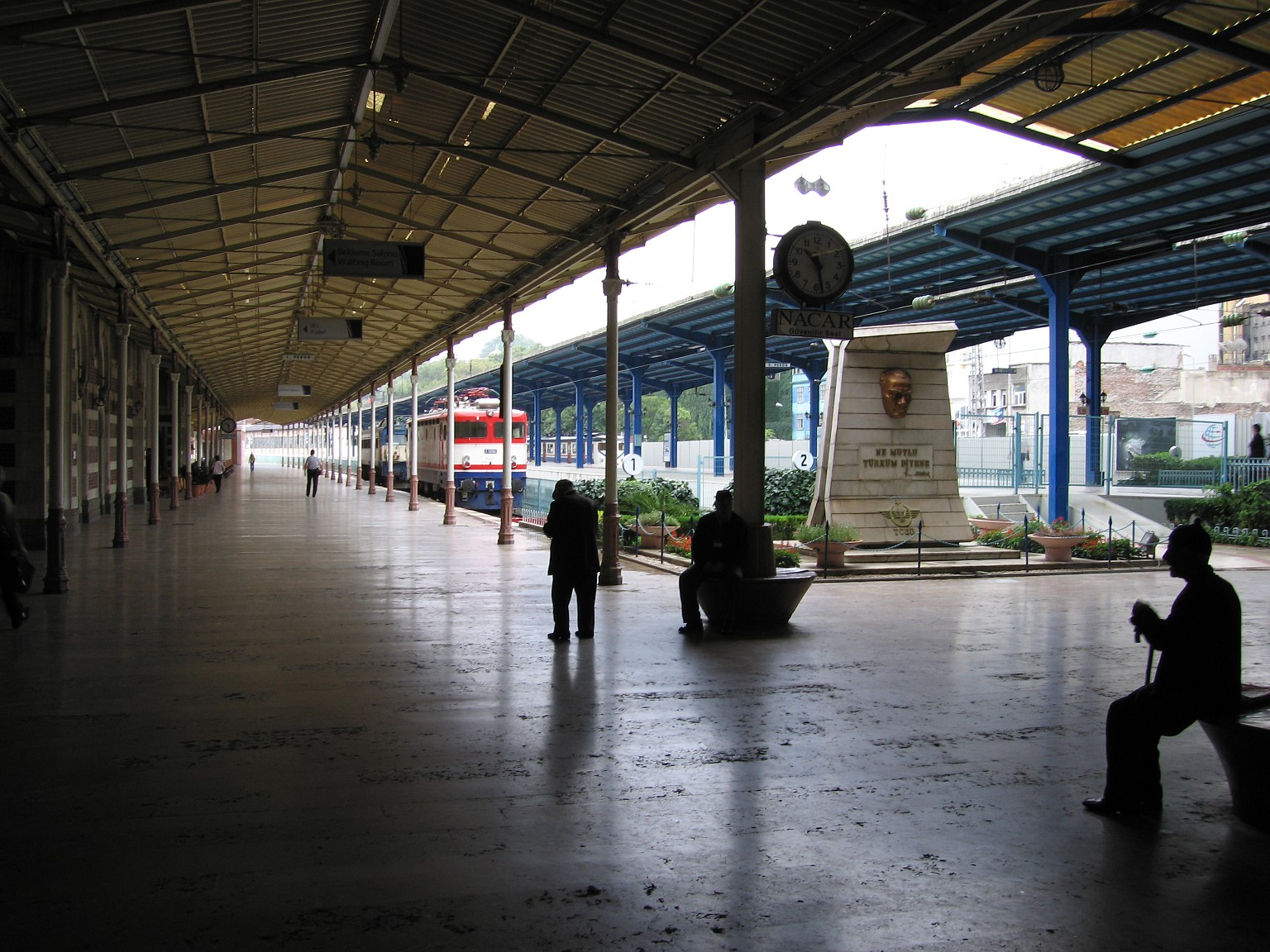
Bahnsteige im Kopfbahnhof (2006)

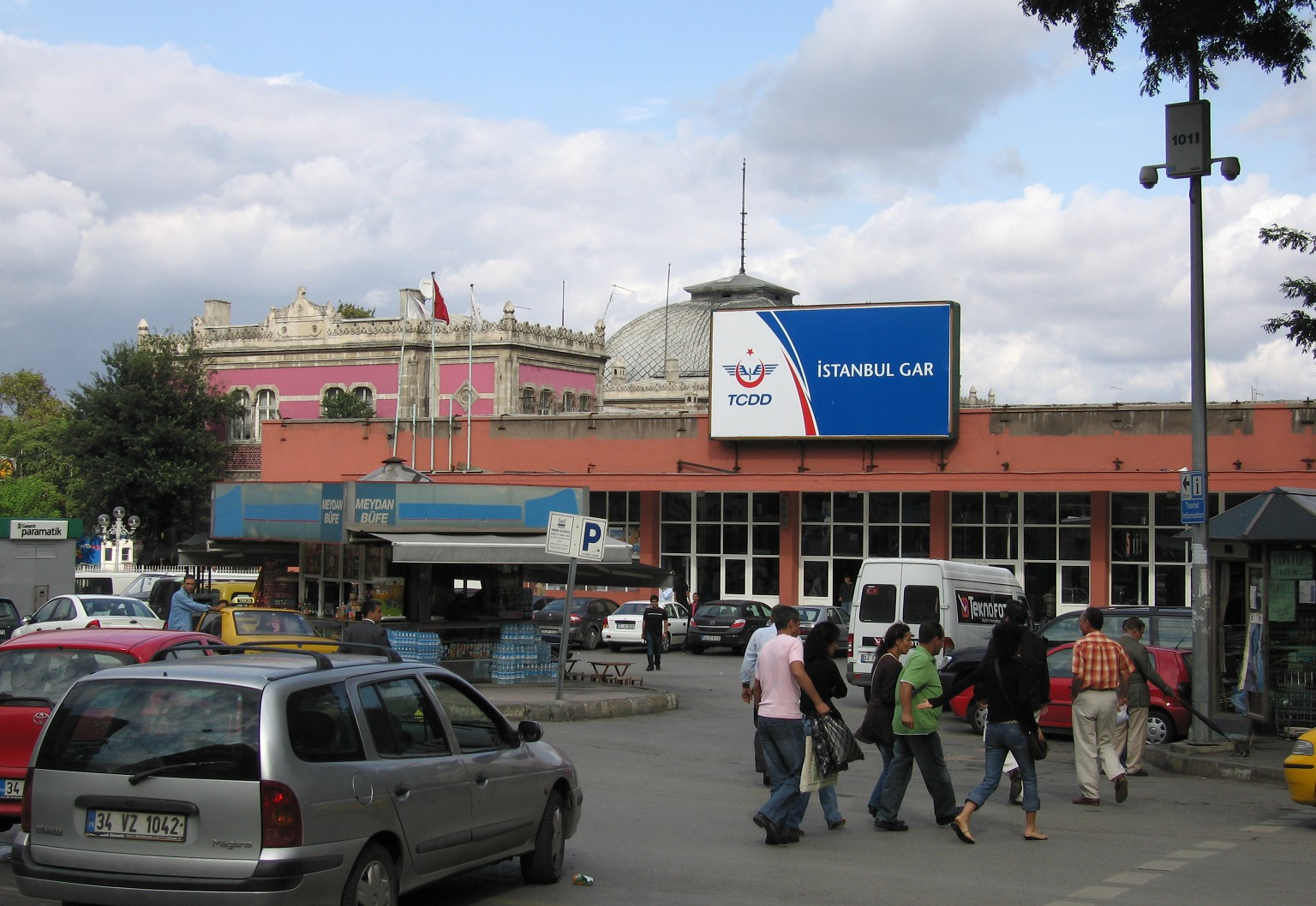
Heutiger Haupteingang des Bahnhofs

Der Bahnhof Istanbul Sirkeci (türkisch Sirkeci garı) ist ein Bahnhof der Türkischen Staatsbahn (TCDD) in Sirkeci, einem Stadtviertel im europäischen Teil Istanbuls (Türkei). Der 2013 geschlossene Kopfbahnhof gelangte vor allem als Endstation des Orient-Express zu Berühmtheit, außerdem verkehrten internationale, inländische und regionale Züge westwärts ab diesem Bahnhof. Für Züge nach Osten war der Bahnhof Istanbul Haydarpaşa im asiatischen Teil der Ausgangspunkt. Seit 2013 befindet sich unter dem ehemaligen Kopfbahnhof ein Tunnelbahnhof im Marmaray-Tunnel, der den europäischen und asiatischen Teil der Stadt verbindet.

## Die Eisenbahn
Nach dem Krimkrieg wurde beschlossen, dass eine Zugverbindung zwischen Europa und Istanbul gebaut werden müsse. Der erste Vertrag wurde im Januar 1857 von einem britischen Parlamentarier namens Labro unterzeichnet. Dieser Vertrag wurde jedoch drei Monate später bereits wieder gekündigt, da er nicht imstande war, das benötigte Investitionskapital bereitzustellen. Ähnliche Verträge aus den Jahren 1860 und 1868, unterzeichnet von britischen und belgischen Unternehmern, endeten mit demselben Resultat.
Am 17. April 1869 wurde die Konzession für die „Rumeli-Eisenbahn“ der Compagnie des Chemins de fer Orientaux von Baron Hirsch (eigentlich Moritz Freiherr Hirsch auf Gereuth), einem aus Bayern stammenden Bankier, zugesprochen. Das Projekt sah eine Route von Istanbul über Edirne, Plowdiw und Sarajevo zum Ufer der Save vor. Der Bau der ersten 15 km vom westlichen Stadtrand Istanbuls nach Halkalı begann am 4. Juni 1870 und konnte am 4. Januar 1871 fertiggestellt werden. Eine Verlängerung der Strecke nach Sirkeci als Ausgangspunkt wurde verlangt, weil Yeşilköy zu weit vom Handelszentrum Eminönü entfernt war. Die erste Option für die Linie war eine Route von Beyazıt hinunter zum Ufer des Goldenen Horns. Der osmanische Sultan Abd-ul-Aziz entschied und erlaubte den Verlauf der Strecke entlang der Küstenlinie der Marmarameers, angrenzend an die Mauern des tieferen Gartens des Topkapi-Palastes. Diese Verlängerung der Linie wurde am 21. Juli 1872 beendet. 1873 wurde eine Endstation in Sirkeci errichtet, welche damals als „temporär“ bezeichnet wurde.

## Geschichte des Bahnhofs
Der Bau eines neuen Gebäudes begann am 11. Februar 1888. Der Kopfbahnhof, ursprünglich als Müşir-Ahmet-Paşa-Bahnhof bezeichnet, wurde am 3. November 1890 eröffnet und ersetzte gleichzeitig den temporären Bahnhof aus dem Jahre 1873. Der Architekt des Projektes war August Jasmund, ein preußischer Baubeamter, der von der Regierung nach Istanbul entsandt wurde, um die osmanische Architektur zu studieren.
Der Bau des Bahnhofskomplexes auf einer Fläche von 1200 m² ist eines der größten Beispiele des europäischen Orientalismus, der wiederum auch die Entwürfe anderer Architekten beeinflusste. Das Gebäude galt damals aufgrund seiner Gasbeleuchtung und Winterbeheizung als äußerst modern.
Das Bahnhofsrestaurant wurde in den 1950er und 1960er Jahren ein Treffpunkt für Journalisten, Autoren und andere Menschen aus der Medienelite.
Das Gebäude ist weitgehend im Originalzustand erhalten. Das Umfeld des Bahnhofs hat sich seit 1890 jedoch erheblich verändert.
Im Zusammenhang mit dem Marmaray-Projekt, einem Eisenbahntunnel zwischen Europa und Asien, wurde am 29. Oktober 2013 unter dem bestehenden Bahnhof ein Tiefbahnhof eröffnet. Wegen Bauarbeiten im Zusammenhang mit Marmaray wurde der historische Bahnhof für den Verkehr geschlossen. Der letzte verbliebene internationale Zug war der über Nacht verkehrende Istanbul-Sofia-Express mit Kurswagen von/nach Bukarest. Dieser Zug – ebenso wie aller Eisenbahnfernverkehr von Istanbul in westliche Richtung – endet und startet heute vom Bahnhof Halkalı. 
Am 29. Februar 2024 eröffnete der türkische Staatspräsident Recep Tayyip Erdoğan eine Stadtbahn, die auf der historischen Trasse der Bahnstrecke zwischen Sirkeci und Halkalı verkehrt.

## Eisenbahnmuseum Istanbul
In einem Raum des Bahnhofes ist ein kleines Eisenbahnmuseum eingerichtet, das die Geschichte der Bahnstrecke bis nach Istanbul beschreibt. Vor dem Bahnhof ist eine B-gekuppelte Dampflokomotive aus deutscher Produktion als Denkmal aufgestellt.

## Zukunft
Das türkische Verkehrsministerium möchte den Bahnhof für den Nah- und Touristenverkehr wieder öffnen.

## Verbindungen der öffentlichen Verkehrsmittel
- S-Bahn Sirkeci–Halkalı
- Diverse Buslinien
- Straßenbahn Kabataş–Zeytinburnu
- Fähre Sirkeci–Harem
- Fähre Eminönü–Kabataş

Das Istanbuler Verkehrsnetz

- Fähre Eminönü–Bostancı–Prinzeninseln
- Autofähre Eminönü–Harem
- Fähre Eminönü–Bahnhof Haydarpaşa